# Batrachochytrium salamandrivorans
Batrachochytrium salamandrivorans (Bsal) es un hongo quitrídio patógeno que infecta a salamandras y cuya reciente introducción en Europa y Norteamérica se ha descrito como una grave amenaza para estas especies de anfibios de ambos continentes.
Fue descrito en 2013 a partir de tejido epitelial de Salamandra salamandra. El patógeno, hasta entonces desconocido, ha devastado las poblaciones de salamandra común de los Países Bajos. Análisis moleculares de ADN confirman su relación con el quitridio B. dendrobatidis. Al igual que esta otra especie, causa quitridiomicosis provocando lesiones en la piel y resultando letal para las salamandras.

## Etimología
El nombre Batrachochytrium proviene del griego batrachos, “rana,” y chytra, “vasija” (describiendo la estructura que contiene las zoosporas); salamandrivorans proviene también de la combinación de la palabra griega salamandra, y del latín vorans, “comer,” haciendo referencia a la destrucción de la piel y rápida evolución de la infección que provoca la muerte de estos animales.